# Alindao
Alindao ist eine Stadt in der Präfektur Basse-Kotto im Süden der Zentralafrikanischen Republik. Die Bevölkerungszahl von Alindao wird für das Jahr 2012 mit 15.178 Einwohnern angegeben. Alindao ist die Hauptstadt der gleichnamigen Unterpräfektur.

## Lage und Verkehr
Alindao liegt am linken Ufer des Bangui-Kétté, einem Zufluss zum Ubangi, auf einer Höhe von etwa 460 m. Die Stadt liegt an der Route Nationale 2, die von der Hauptstadt Bangui im Westen bis nach Bambouti an der Grenze zum Südsudan im äußersten Osten des Landes führt. Bangui liegt 500 Straßenkilometer weit entfernt, die nächste größere Stadt, Bambari, etwa 120 Kilometer. Eine Route Régionale führt in Richtung Norden nach Mingala. Jedoch sind die Straßen in schlechtem Zustand, außerdem ist das Reisen über Land aufgrund der Sicherheitssituation oft gefährlich.
Der Flugplatz Alindao liegt wenige Kilometer südlich der Stadt.

## Institutionen
Die katholische Gemeinde von Alindao „Sacré-Cœur d’Alindao“ wurde 1936 gegründet. Im Jahr 2014 wurde die Kirche zum Bischofssitz des Bistums Alindao erhoben.
In Alindao existiert ein Krankenhaus.

## Bürgerkrieg
Im Januar 2013 eroberten die Rebellen der Séléka Alindao ohne jegliche Gegenwehr der Streitkräfte.
Obwohl Alindao im nationalen Kontext als mustergültig angesehen wurde, was das Zusammenleben von Christen und Muslimen bzw. der unterschiedlichen Volksgruppen anging, kam es im Jahr 2017 zu mehreren Vorfällen mit mehr als 100 Toten. Am 9. Mai 2017 griff die christlich dominierte Miliz Anti-Balaka die Einheiten der muslimischen Rebellengruppe Unité pour la paix en Centrafrique (UPC) an, die die Kontrolle über Alindao hatten. Diese konnten den Angriff abwehren, die Anti-Balaka-Kämpfer zogen sich nach Norden zurück, drei Personen starben. Trotz der Präsenz von MINUSCA-Truppen in Alindao griffen Anfang Juni 2017 sogenannte „Selbstverteidigungskräfte“ die Stadt an. Sie stürmten unter anderem die katholische Missionsstation, wo mehr als 15.000 Menschen Zuflucht gesucht hatten.
Mitte November 2018 starben 42 Personen bei einem Angriff der UPC auf das Gelände des Bistums Alindao und auf ein Lager von Binnenvertriebenen, das am Südostrand der Stadt lag. Etwa 26.000 Menschen flüchteten aus dem Lager.
Im Januar 2020 starben drei Regierungssoldaten bei bewaffneten Zusammenstößen zwischen UPC und der Armee.
Im Dezember 2020 schlossen sich verschiedene Rebellengruppen, darunter auch die UPC, zur Coalition des patriotes pour le changement (CPC) zusammen. Am 18. März 2021 konnte Alindao durch die Einheiten der russischen Gruppe Wagner, die die reguläre Armee des Landes im Auftrag der russischen Regierung militärisch unterstützt, zurückerobert werden.

## Persönlichkeiten
- Emmanuel Dongala (* 1941), kongolesischer Schriftsteller und Chemiker